# Bande quotidienne

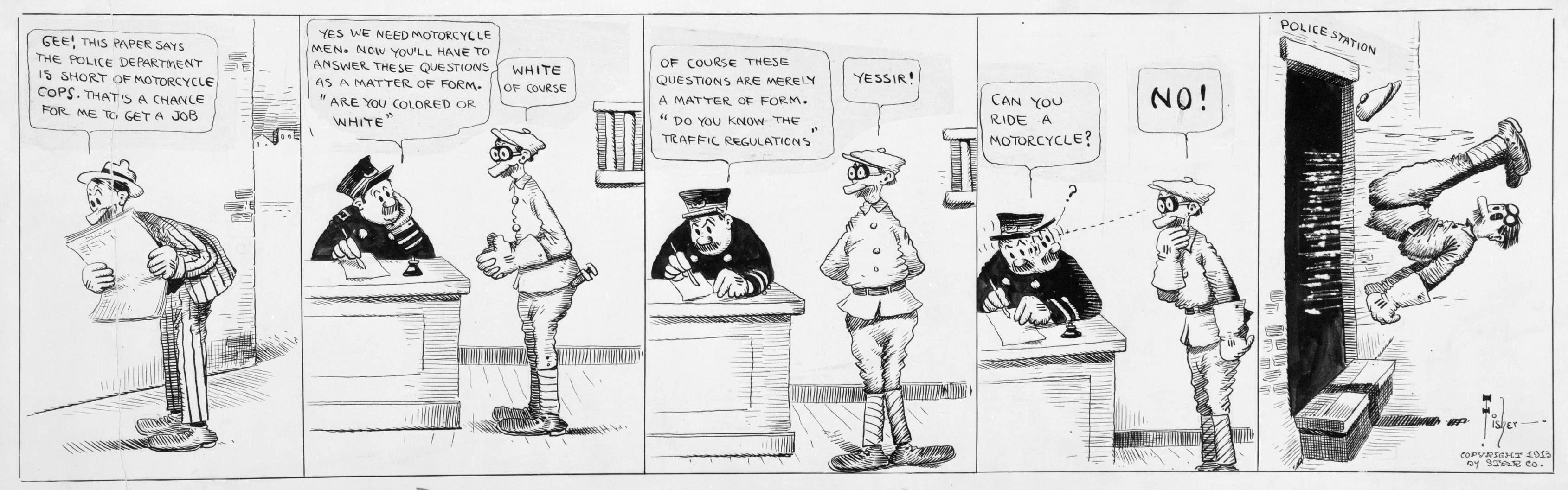
Bud Fisher, strip de Mutt and Jeff paru en 1913.

Le strip quotidien ou bande quotidienne (anglais : daily strip) est un des deux grands formats de comic strips où ceux-ci s'étendent sur une bande comprenant quelques cases généralement disposées horizontalement. Auparavant systématiquement en noir et blanc, ils sont aujourd'hui souvent en couleur. Tous les genres y sont représentés, bien que l'humour domine, et si certains racontent une histoire à suivre (continuity strips), d'autres sont indépendants.
Apparus en 1907 aux États-Unis avec A. Mutt de Bud Fisher dans le San Francisco Chronicle, les strips quotidiens se sont très rapidement imposés dans la presse américaine, puis mondiale. Bien que certains comic strips n'existent que sous ce format, les strips quotidiens sont généralement associés le weekend avec la page dominicale.